# 马列尔事件

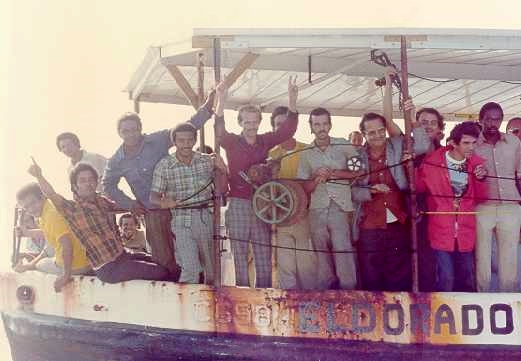
马列尔事件中乘船逃至美国的古巴难民

马列尔事件（英語：Mariel boatlift）是指1980年4月至10月间发生的从古巴到美国的大规模移民事件，也是20世纪最大规模的移民事件之一。在此期间有大约125000名古巴人和25000名海地人抵达美国。

## 起因
1980年4月1日，6名古巴人驾驶巴士进入秘鲁驻哈瓦那大使馆寻求庇护，一名古巴警卫被跳弹所杀。秘鲁方宣布，不会将寻求庇护者交给古巴警方。4月4日，古巴政府宣布将安全部队撤出大使馆。这一消息宣布后，大约有50名古巴人进入秘鲁大使馆，4月5日晚已达2000人。古巴政府通过扩音器宣布，任何未经武力进入大使馆的人都可以进行移民，前提是有其它国家允许他们入境。秘鲁总统莫拉莱斯宣布愿意接受寻求庇护者。
美国国务院一位官员在4月5日表示，美国将向真正的政治犯提供庇护，并按照标准程序处理其他移民请求，规定每月向古巴人发放400份移民签证，并优先考虑家庭成员已在美国的古巴人。
4月6日，秘鲁驻古大使馆的古巴人数已达10000人，大使馆的卫生情况恶化。古巴政府进一步阻止古巴人进入，称寻求庇护者为“流浪汉、反社会分子、犯罪分子和垃圾”。4月8日，3700名寻求庇护者已获得安全通行证返回住所，古巴政府开始向寻求庇护者提供食品和水。4月11日，古巴政府开始向寻求庇护者提供永久安全通行证和护照，头两天约有3000人收到文件后离开大使馆。
4月14日，美国总统吉米·卡特宣布，美国将接纳3500名难民，哥斯达黎加同意提供一个筛查移民的区域。

## 经过
起初，移民们被允许通过飞往哥斯达黎加的航班离开古巴，然后最终被安置到接受他们的国家。在新闻报道了大批古巴人乘飞机前往哥斯达黎加的庆祝活动后，古巴政府宣布，移民必须直接飞往接受国。一共有7500名古巴人通过这些最初的航班离开古巴。
4月20日，古巴时任国务委员会主席和部长会议主席菲德尔·卡斯特罗表示，马列尔港将对任何希望离开古巴的人开放，前提是有人来接他们。在卡斯特罗的法令颁布后不久，许多古巴裔美国人开始安排在港口接载难民。4月21日，第一艘船停靠在基韦斯特，并载有48名难民。到4月25日，有多达300艘船在马列尔港接载难民。从4月至10月之间，约有1700艘船将约124779名古巴人从马里埃尔带到美国佛罗里达州。

## 结果
1985年一篇杂志文章称，在进入美国的大约125000名难民中，估计有16000至20000人是罪犯。据说一天中约有350至400名马列尔古巴人拘留在戴德县监狱里。犯罪高潮延续了近两年，城市生存环境的恶化，使大量白人开始逃离迈阿密。在60年代初，传统美国白人比例是90％，这个比例稳定了差不多二十年；经历马列尔事件后，到90年代，传统白人数量已不足十分之一。事情已经过去了四十年，迈阿密的犯罪率一直居高不下，贫富差距巨大，整个20世纪后半期迈阿密充斥着暴力犯罪，直至21世纪才有所减弱。